# Нагорье Чьяпас
Нагорье Чьяпас — географический регион, расположенный в мексиканском штате Чьяпас.

## География
Нагорье Чьяпас находится в центральной части штата Чьяпас. Оно является частью мексиканского нагорья, простирающегося от перешейка Теуантепек до Никарагуа. Нагорье Чьяпас представляет собой известняковый массив с метаморфическими горными породами вершине, занимающее площадь более 11 000 км².
Оно простирается на 160 километров с северо-запада на юго-восток. Максимальная высота нагорья составляет 2898 метров.
К югу от мексиканского нагорья расположена низина Чьяпас. Низина Чьяпас отделяет мексиканское нагорье от горной системы Сьерра-Мадре-де-Чьяпас, которая простирается с востока на запад через южную часть нагорья Чьяпас и простирается на запад до Оахаки, а на восток — до Гватемалы и Сальвадора. Сьерра-Мадре-де-Чьяпас образует водораздел между бассейнами рек Грихальва и Усумасинта.
Сан-Кристобаль-де-лас-Касас — крупнейший город, находящийся на нагорье Чьяпас. Также на нагорье расположены такие города, как Комитан-де-Домингес и Окосинго.

## Климат
Город Сан-Кристобаль-де-лас-Касас, расположенный в горной местности Чьяпас, характеризуется мягким субтропическим высокогорным климатом, который относится к категории Cwb по классификации Кёппена. Также климат смягчается благодаря высоте над уровнем моря.
Сухой сезон в городе длится с ноября по апрель и характеризуется прохладной погодой со средней температурой в январе 12,3 °C. Из-за высоты и относительной засушливости сухого сезона в Сан-Кристобаль-де-лас-Касас наблюдаются значительные суточные колебания температуры, а ночные температуры остаются прохладными.
Влажность в городе высокая и составляет около 78%, даже в зимние месяцы. Туман и дымка часто наблюдаются в период зимних месяцев. Обычно туман рассеивается в течение дня.
Влажный сезон длится с мая по октябрь и характеризуется более тёплой погодой со средней температурой в июне 17,0 °C. В эти месяцы выпадает значительное количество осадков. Туманы в это время случаются реже. Среднегодовое количество осадков в данном регионе составляет 1084,7 мм.
Большая часть осадков выпадает во влажный сезон.
Температурные показатели варьируются от -8,5 °C до +35,8 °C.

## Флора и фауна
На более высоких участках нагорья расположены сосново-дубовые леса, в которых произрастают поникшая, мексиканский дуб и гладколистная сосна.
Горные туманные леса находятся на наветренных склонах, направленных на север и восток, и характеризуются обильными осадками в течение всего года. В этих лесах преобладают дубы, а также махагуа и смолоносный ликвидамбар.
В лесах, расположенных на более низких высотах, встречаются области тропических вечнозелёных лесов, в которых произрастают крупнолистное красное дерево, испанский кедр и гуананди.

## Государственное вмешательство
Сезон дождей идеально подходит для выращивания кукурузы и бобов, которые являются основными продуктами питания для большинства местных жителей. Однако в высокогорных районах Тьерра-Фриа производство этих культур достигает лишь уровня прожиточного минимума.
На склонах высокогорья, на высоте от 1200 до 1700 метров над уровнем моря, можно выращивать кофе. Кофе является основной сельскохозяйственной культурой и, в отличие от бобов и кукурузы, продаётся за наличные.
В регионе также выращивают другие товарные культуры, такие как капуста в Чамуле или мандарины в Тенехапе. Однако их значение не имеет такого же значения, как у кофе.
Разведение крупного рогатого скота также является коммерческой деятельностью.
Производители, как правило, из числа коренных народов, сталкиваются с рядом трудностей при попытке коммерциализировать свою продукцию.
Обычно посредники, также известные как, взимают с производителей высокую плату за транспортировку урожая из их общины в муниципалитет Кабесера или Сан-Кристобаль для последующей продажи. Аналогичным образом, продукция, продаваемая напрямую в общинах, обычно стоит дороже, чем при продаже в Сан-Кристобале.
В результате некоторые общины коренных народов, занимающиеся производством кофе, создали кофейные кооперативы, предлагая альтернативу независимым производителям из числа коренных народов для коммерциализации своей продукции.

### Маргинализация
Экономическая активность в Лос-Альтос характеризуется высокой степенью маргинализации. Общая численность населения региона составляет 601 190 человек, проживающих в 1 182 населённых пунктах. Подавляющее большинство людей живёт в общинах с населением менее 2 500 человек.
Крупнейшим населённым пунктом является Сан-Кристобаль-де-лас-Касас с населением 158 000 человек. Этот город является региональным экономическим и политическим центром.
Сан-Кристобаль был основан в 1528 году испанскими завоевателями и стал столицей провинции и штаб-квартирой испаноязычного контроля в горной местности. В колониальные времена регион считался маргинальной территорией из-за отсутствия драгоценных металлов и удалённости от основных торговых путей и моря, что делало его непривлекательным для поселения испанских завоевателей.
Этническая сегрегация являлась и остаётся основой экономической системы. Со времён колонизации и до недавнего времени коренные жители Лос-Альтос обеспечивали постоянный приток рабочей силы в другие регионы и для некоренного населения, проживающего в регионе. Город играл ключевую роль в создании системы эксплуатации в регионе.
В центре системы эксплуатации находятся долгосрочные этнические разделения, где выделяются следующие группы: метисы, ладино и коренные народы.
Начиная с 1940-х годов Instituto Nacional Indigenista (INI) запустил программу, направленную на интеграцию коренных народов в современный мир. Государственная политика была известна как indigenismo. Аккультурация происходила посредством подготовки педагогов из числа коренных народов, которые преподавали испанский язык, гигиену и культурные нормы для коренных общин. Другим важным компонентом программы было внедрение необходимой инфраструктуры, такой как дороги, школы и медицинские клиники.
Несмотря на множество трудностей и использование спорных подходов, программа создала элементарную систему автомагистралей, в которой некоторые общины связаны всепогодными дорогами, в то время как большинство имеют доступ по грунтовым дорогам, которые непригодны для использования в сезон дождей или вообще отсутствуют.